# 亚硫酸铍
亚硫酸铍是一种无机化合物，化学式为BeSO3。它很容易被空气中的氧气氧化，并生成更为稳定的硫酸铍。它无重要工业用途。